# Panemydidae
Panemydidae (лат.) — вымершая клада черепах из надсемейства наземные черепахи. Их ископаемые остатки известны из эоцена (55,8—33,9 млн лет назад). Они обнаружены исключительно в Северной Америке на территории США, в штатах Вайоминг и Вашингтон. Это были пресноводные всеядные черепахи.

## Виды
В кладу включают 2 монотипических рода:
- † Acherontemys Hay, 1899
  - † Acherontemys heckmani Hay, 1899
- † Psilosemys Hutchison, 2013
  - † Psilosemys wyomingensis Hutchison, 2013